# Cantone di Gosier-2
Il cantone di Gosier-2 era una divisione amministrativa dell'arrondissement di Pointe-à-Pitre nel dipartimento d'oltremare francese di Guadalupa (che comprende alcune isole dell'arcipelago caraibico omonimo facente parte delle Piccole Antille).
A seguito della riforma approvata con decreto del 24 febbraio 2014, che ha avuto attuazione dopo le elezioni dipartimentali del 2015, è stato soppresso.

## Composizione
Situato nella parte meridionale dell'isola di Grande-Terre, comprendeva una frazione del comune di Le Gosier. Il suo codice INSEE era 971 41.